# 25 år på grammofon
25 år på grammofon utkom 1981 och är ett musikalbum med den kristna sångaren Artur Erikson. Skivan är ett samlingsalbum med sånger tidigare utgivna mellan 1956 och 1980. Skivan är ingen samling som tar upp de mest populära sångerna med Artur Erikson, utan vill istället visa bredden av Eriksons produktion och framför allt hur han utvecklats som sångare.

## Låtlista

### Sida 1
1. Var redo
2. Gud ske lov min själ är frälst
3. Ovan där
4. O att jag kunde som lärkan sjunga
5. Bön om kärlek
6. Vad gagnar det en människa

### Sida 2
1. Herre kär, tag min hand
2. Ett barn idag är oss givet
3. Jag lyfter mina händer
4. Fågelungarna
5. Giv mig den frid som du o Jesus giver
6. Var stund jag dig behöver
7. Brune herdegosse harpan slå

### Sida 3
1. Välkommen hem
2. Men Jesus hjälper
3. Underbart namn Han bär
4. Vid älvarna i Babylon
5. Vi tåga till Sion
6. Visst gör det ont när knoppar brista
7. Det brister en sträng

### Sida 4
1. Det är vackrast när det skymmer
2. Vad intet öga sett
3. Strömmar av liv
4. Jesus gör mig stilla
5. Visa på väg
6. I Himmelen, i Himmelen